# Société financière de radiodiffusion
La Société financière de radiodiffusion (Sofirad) était une société anonyme française au capital de 26 892 007 €, détenue par l’État français. Elle gérait les participations de l’État dans les stations de radiodiffusion et de télévision.

## Historique
La Société financière de radiodiffusion est fondée le 7 novembre 1942 sous le nom de Sofira (société financière de radio) pour réaliser les opérations financières qui ne sont pas possibles à l’administration d’État de la radio nationale, notamment prendre des participations dans les entreprises privées. Elle est un fer de lance de la « guerre des ondes ». En effet, en 1943, le gouvernement allemand crée à Monaco une radio, Radio Monte-Carlo, afin de relayer sa propagande vers le sud de la France. La société financière regroupe alors les participations françaises dans cette radio.
À la Libération, le 13 novembre 1944, le conseil d'administration est entièrement renouvelé, sa présidence confiée à René Hoffherr et le siège social  transféré de Cusset (Allier) à Paris. Le 17 juin 1946 le conseil d'administration décide d'ajouter un D à sa raison sociale pour éviter toute contestation avec une autre société également baptisée Sofira. Cette holding permet à l'État de participer au capital (et de contrôler capitalistiquement) les principales stations périphériques : RMC (en 1944), Europe 1 (en 1954), Sud Radio (dès 1961). Seules les radios périphériques Radio Andorre et RTL resteront en dehors de la Sofirad.
À l'initiative de Xavier Gouyou-Beauchamps, alors président, la Sofirad intensifie sa présence à l'étranger au travers de plusieurs filiales dédiées. Elle devient maître d'œuvre de la construction des émetteurs d'Africa no 1 au Gabon, dont elle assurera ensuite la gestion, puis de la construction des émetteurs, à Nador, et des studios, à Tanger, de la radio Medi 1, qui entrera également dans son périmètre. La Sofirad est également maître d'œuvre de la construction des infrastructures de la deuxième chaîne de TV marocaine (studio et régie à Aïn Chock Casablanca et cinq émetteurs), sans prendre part à l'exploitation, faute de projet crédible. Les équipements sont ensuite utilisés pour lancer une chaîne de TV à péage. Après sept ans de fonctionnement, l'ONA, se retire de la gestion de la chaîne qui connaît des difficultés financières. L'État, signataire de la concession a repris le contrôle de 2M le 19 juin 1996[réf. nécessaire].
À la fin de l'année 1980, la Sofirad prend le contrôle, avec la Gaumont, d'une chaîne de télévision basée à New York et diffusée sur de nombreux réseaux câblés, baptisée Téléfrance USA. Après d'importantes injections de capitaux, la chaîne sera liquidée. La Sofirad tentera une percée au Brésil, en prenant à sa charge un contrat de vente d'équipements non garanti par la Coface, à la chaine de télévision Rede Bandeirantes. Les recettes engendrées par la diffusion de films français doublés, vendus par Sofirad do Brasil, devait assurer les échéances. Dans la pratique, la Sofirad achète de nombreux droits et finance le doublage des films, qui resteront sur les étagères. L'audience des premières émissions s'avère très décevante, et les recettes, qui devaient permettre le remboursement des échéances du contrat d'équipement, ne permettent pas de payer les droits de diffusion. L'entreprise est liquidée et la Sofirad accorde un abandon de créance partiel, en échange du règlement du solde sur plusieurs années.
Au travers d'une filiale portée par RMC, mais entièrement gérée par la Sofirad, elle prend pied dans le secteur de la production de films et de dessins animés. Dans le cadre d'un accord passé avec Parafrance, elle est co-productrice du film Les Uns et les Autres, et co-distributrice d'une dizaine d'autres, parmi lesquels Rue Barbare, La Passante du Sans Souci ...). De manière indépendante, elle produit plusieurs séries de dessins animés, à travers sa filiales France Animation (Les Mondes Engloutis, Tarzan...) Elle se dégage du capital d'Europe 1 et de Sud Radio dans les années 1986, et de RMC plus tardivement, en 1998.
La dissolution de la société, amorcée en 1999, est longue et laborieuse.
Elle est radiée le 1er août 2017.
Ses archives sont conservées et consultables aux Archives nationales.

## Organisation
Le conseil d'administration de la Sofirad comprenait dix membres, huit nommés par le gouvernement et deux représentant le patronat de la presse. Les présidents successifs nommés depuis 1942 sont :
- Général Victor Denain, 7 novembre 1942 -1944 ;
- Robert Buron, 1944 ;
- René Hoffherr, 1944-1947[7] ;
- Jacques Meyer, 1947-1949 ;
- Pierre Trolley de Prévaux, 1950-1955 ;
- Marcel Lanquetin, 1955-1956 ;
- Armand Ziwes, 1956-1960 ;
- Jacques Flaud, 1960-1962 ;
- François Coulet, 1962-1965 ;
- Pierre Lefranc, 1965-1973 ;
- Denis Baudouin , 1973-1977 ;
- Xavier Gouyou-Beauchamps, 1977-1981 ;
- Michel Caste, 1981-1983 ;
- Bernard Miyet, 1983-1984 ;
- Gérard Unger, 1984-1986 ;
- Antoine Schwarz, 1986-1989 ;
- Hervé Bourges, 1989-1991 ;
- Jean-Louis Dutaret, 1991-1994 ;
- Jean-Noël Tassez, 13 octobre 1994 - 6 décembre 1995 ;
- Georges Vanderchmitt, 6 décembre 1995 - 20 janvier 1999 ;
- Jean-Claude Prével, 20 janvier 1999 - 2002.